# Autour à ventre blanc
Tachyspiza haplochroa
Espèce
Statut de conservation UICN

 NT  : Quasi menacé
Statut CITES
L'Autour à ventre blanc (Tachyspiza haplochroa) est une espèce d'oiseaux du genre Tachyspiza autrefois considérée comme appartenant aux Accipiter et qui fait partie de la famille des Accipitridae. Il s'agit d'un rapace endémique de la Nouvelle-Calédonie en Mélanésie. Il s'agit d'un oiseau de taille moyenne pour les autours ne vivant que sur l'île de Grande Terre, l'île la plus grande et principale de la Nouvelle-Calédonie. Cette espèce est assez commune en Nouvelle-Calédonie et est classée comme de préoccupation mineure par l'union internationale pour la conservation de la nature.

## Description

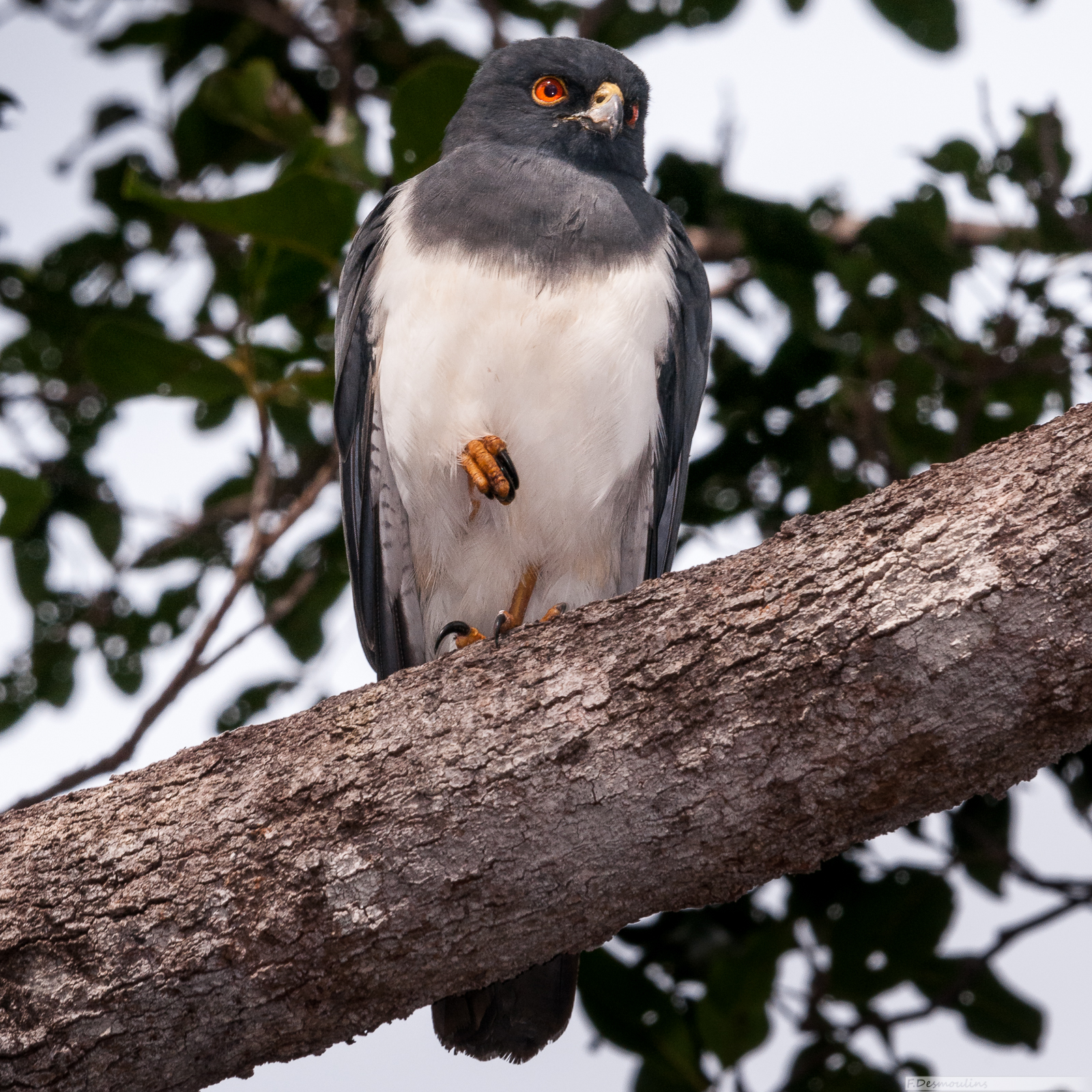
Femelle d'Autour à ventre blanc dans son milieu naturel.

L'autour à ventre blanc est un autour de taille moyenne. Il mesure entre 32 et 40 cm de long pour une envergure entre 58 et 74 cm, ce qui est comparable à l'autour pie,. Les mâles sont plus petits que les femelles et font en moyenne 65% de leur taille,. La queue fait entre 14 et 18 cm ce qui est comparable à l'autour bleu et gris ou l'épervier brun,,. Cette espèce a le bout des ailes effilé, un bec fort, de longues pattes épaisses jaune brun ou fauve, comme la cire, se terminant par des doigts courts,. Le poids de cette espèce varie entre 152 et 281 g, ce qui est assez semblable au Faucon crécerelle et dans la moyenne de l'autour bleu et gris qui pèse entre 205 et 222 g. Chez les autours à ventre blanc il n'y a pas de dimorphisme sexuel, seule la taille les différencie,,. Chez les adultes, le dessus est noir-gris ardoisé, de même pour la queue,,. La gorge et la poitrine sont aussi noirâtres et grisâtres et dans certains cas elles peuvent être maculées ou barrées de blanc,,. L'abdomen est blanc avec des délimitations de poitrine très nettes,,. Les yeux sont rouges, parfois tournant vers l'orange,,. En vol, le dessus est noir-gris ardoisé uni, tandis que le dessous est blanc pour l'essentiel, les rémiges partent du blanc pour aller vers le gris ardoise et sont barrées de fauve,,. Chez les juvéniles, le dessus est brun noir avec des lisérés chamois roux et la queue est barrée,,. Le dessous est crème chamois avec une culotte rousse pâle, le tout strié et barré de noirâtre,,. Le dessous en vol est chamois intense, la queue crème ardoisé pâle et les rémiges crème finement barré,,. Le bec des juvéniles est d'un jaune vif, leurs yeux sont également jaunes. Les jeunes sont assez semblables aux éperviers de Nouvelle-Bretagne en étant légèrement plus foncés,,. Ainsi, les adultes sont très reconnaissables, en revanche il est possible de confondre les juvéniles avec des juvéniles d'autours australiens que l'on retrouve aussi en Nouvelle-Calédonie, qui se différencient de l'autour à ventre blanc par une silhouette plus courte, des ailes et une queue plus courte et une tête plus grosse. L'adulte peut être confondu en vol de loin avec le Faucon pèlerin résidant lui aussi en Nouvelle-Calédonie.

## Voix et chant
On sait assez peu de choses sur les sons produits par l'autour à ventre blanc,. Deux sons sont aujourd'hui connus, il s'agit de sons rapides et aigus, des ki-ki-ki-ki et des tseee-tseee-tseee,.

## Comportement
Les autours à ventre blanc vivent généralement en solitaire ou en couples. Au début de la saison de nidification, ces oiseaux effectuent des parades aériennes, mais elles ne sont pas connues en détail. On suppose qu'ils sont sédentaires, les juvéniles sont sans doute très dispersifs dès qu'ils atteignent leur indépendance pour trouver un territoire non occupé, à l'instar de ce que l'on peut voir avec les canis lupus.

## Origines
À l'instar de ce que l'on connait de l'histoire évolutive des pinsons des îles Galápagos décrit par Charles Darwin, on suppose qu'une espèce ancestrale s'est installée sur l'ile et serait partie d'Australie ou de Nouvelle-Guinée,,. Cette dispersion s'est aussi faite vers d'autres îles de Mélanésie, ce qui explique que l'autour à ventre blanc soit relativement proche de l'autour pie qu'on retrouve aux îles Salomon et sur Bougainville, de l'autour à manteau noir que l'on retrouve sur l'île de Nouvelle-Guinée et de l'autour des Fidji endémique des îles Fidji,. Cette espèce est monotypique comme la plupart des autours de cette région du monde,.

## Répartition et habitat

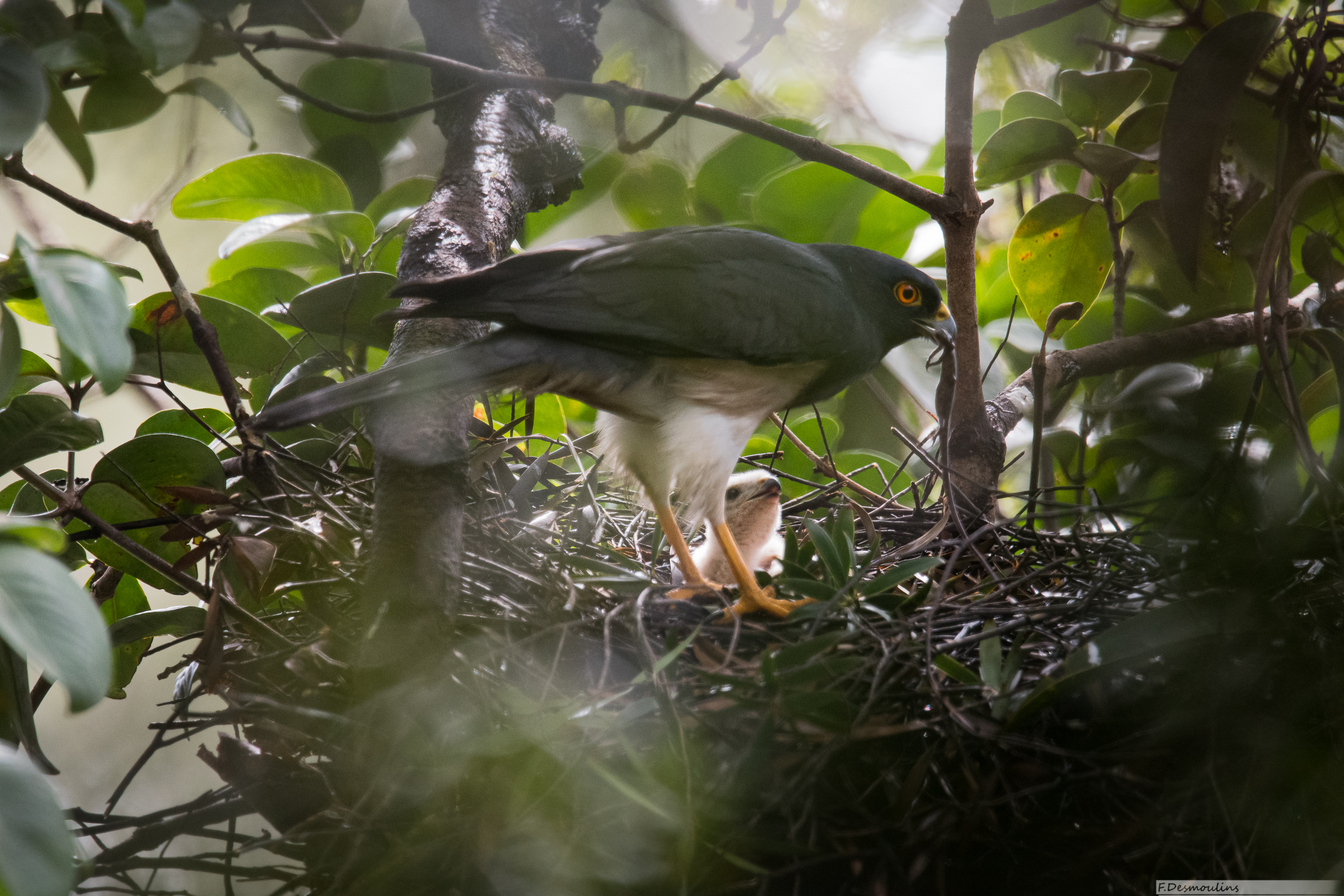
Femelle d'Autour à ventre blanc nourrissant ses poussins. F.Desmoulins.

On retrouve cette espèce uniquement sur l'île de Grande Terre en Nouvelle-Calédonie,,. Néanmoins quelques observations ont été faites à l'ouest de l'île des Pins ainsi que dans la province des îles Loyauté en particulier sur Lifou et Ouvéa. Sur l'île de Grande Terre, il vit dans la Province Sud en particulier vers Bourail, La Foa et Dumbéa. En Province Nord, on retrouve une grande population près du cap Colnett. L'espèce est absente des Bélep. On retrouve cette espèce dans les forêts, les lisières, les mangroves et savanes de Nouvelle-Calédonie jusqu'à 1300 mètres d'altitude,,. On peut également le retrouver, mais rarement, sur les terres agricoles. Les forêts où cette espèce habite sont essentiellement des forêts humides et sèches ainsi que des maquis paraforestier. Il ne côtoie l'autour australien que dans les forêts sèches et humides.

## Alimentation
L'autour à ventre blanc se nourrit essentiellement de lézards, de geckos, d'insectes (sauterelles, phasmes et scarabées) et de petits mammifères tels que le rat polynésien,. Il peut attraper des oiseaux de la taille des perroquets, des pigeons et des volailles domestiques mais les proies aviaires semblent moins courantes que celles habituellement capturées,. L'Autour à ventre blanc chasse à l'affût à partir d'un perchoir notamment dans la canopée, il saisit la plupart de ses proies à terre mais parfois aussi dans les arbres,. Quand il poursuit les oiseaux, il fait preuve d'une grande férocité et il est capable de les traquer jusque dans les habitations,.

## Reproduction et nidification
La saison de nidification se déroule de septembre à décembre. Les parades nuptiales sont visibles en septembre. Dans de nombreux sites, la construction du nid et l'incubation ont lieu en octobre. Les nids, bâtis principalement avec des morceaux de bois de petite taille, de feuilles voire de mousse, sont placés dans de grands arbres,. Ils contiennent généralement 3 œufs, mais il peut s'agir de plusieurs pontes.

## Protection
Comme tous les rapaces, diurnes et nocturnes de France, l'autour à ventre blanc est protégé,. On ne peut le chasser, le blesser, l'empoisonner ou le capturer,. Cette espèce ne semble pas en danger et est considérée comme relevant d'une préoccupation mineure. La population est estimée entre 2500 et 10 000 individus voire plus, dont 7 000 adultes et près de 5 000 individus en couple,,.